# Fernand Franck
Fernand Franck (Esch-sur-Alzette, 6 maggio 1934) è un arcivescovo cattolico lussemburghese, dal 12 luglio 2011 arcivescovo emerito di Lussemburgo.

## Biografia
Monsignor Fernand Franck è nato a Esch-sur-Alzette il 6 maggio 1934 ed è l'unico figlio di Jean Franck, capo della vigilanza presso l'industria siderurgica Arbed, e Catherine Kaster.

### Formazione e ministero sacerdotale
Ha frequentato la scuola primaria e secondaria a Esch-sur-Alzette. Ha poi compiuto il servizio militare a Bitburg, Capellen e Lussemburgo. Ha studiato per il sacerdozio nei seminari di Lussemburgo e Münster.
Il 29 giugno 1960 è stato ordinato presbitero per la diocesi di Lussemburgo. Ha quindi operato come vicario parrocchiale nella parrocchia di San Giuseppe a Differdange fino al 1971. Quell'anno è diventato parroco della parrocchia di Santa Cunegonda a Clausen. Dal 1969 al 1977 è stato anche direttore nazionale dell'Azione cattolica dei bambini a Lussemburgo e della Pontificia Opera dell'Infanzia Missionaria, una delle Pontificie Opere Missionarie.
Nel 1977 è stato chiamato a Roma per assumere l'ufficio di segretario generale della Pontificia Opera della Propagazione della Fede e lo stesso anno è stato nominato prelato d'onore di Sua Santità. È stato anche consigliere ecclesiastico dell'ambasciata del Lussemburgo presso la Santa Sede dal 1981, consultore della Pontificio commissione delle comunicazioni sociali dal 15 maggio 1984, consultore del Pontificio consiglio "Cor Unum" dal 22 giugno 1984, segretario generale della Pontificia Opera di San Pietro Apostolo dal 1988 e membro della Fondazione Pio XII.

### Ministero episcopale
Il 21 dicembre 1990 papa Giovanni Paolo II lo ha nominato arcivescovo di Lussemburgo. Ha ricevuto l'ordinazione episcopale il 2 febbraio successivo nella cattedrale di Notre-Dame a Lussemburgo dall'arcivescovo emerito di Lussemburgo Jean Hengen, coconsacranti l'arcivescovo José Tomás Sánchez, segretario della Congregazione per l'evangelizzazione dei popoli, e il vescovo di Treviri Hermann Josef Spital. Il suo motto "Ut unum sint" (in italiano: che possano essere uno) ha ispirato la sua guida pastorale e la sua costante dedizione sia alla Chiesa locale che a quella universale. Ha fatto parte di diverse commissioni episcopali europee ed è stato membro del Pontificio consiglio delle comunicazioni sociali. Già durante la sua prima intervista come arcivescovo, monsignor Franck aveva lanciato uno spunto che sarebbe stato il suo programma e di cui la Chiesa lussemburghese ha beneficiato nel suo lungo episcopato: la continuità. L'arcidiocesi ha visto anni di sviluppo tranquillo ma costante, senza turbolenze e senza cambiamenti radicali e punti di svolta, con innovazioni delicatamente introdotte nella pastorale ovvero l'espansione dei servizi ecclesiastici, l'assemblea diocesana nel 2000, l'istituzione di cinque regioni pastorali che riuniscono le 274 parrocchie, in precedenza riunite in 57 associazioni parrocchiali. Il suo episcopato ha visto anche la firma di due nuove convenzioni con lo Stato nel 1997 e il 1998 aventi per oggetto la remunerazione dei ministri del culto e l'educazione religiosa nelle scuole primarie. Questi ultimi risultati sono stati però messi in discussione dai recenti sviluppi.
Dal 1993 al 2000 è stato uno dei vicepresidenti della Commissione delle conferenze episcopali della Comunità Europea. Dal 1994 è anche gran priore per il Lussemburgo dell'Ordine equestre del Santo Sepolcro di Gerusalemme.
La Sacred Heart University, un ateneo statunitense che gestisce un campus all'estero a Lussemburgo, ha riconosciuto la sua eccezionale leadership e il suo continuo sostegno ai laici nella Chiesa premiandolo con un dottorato in lettere umanistiche honoris causa nel 2003.
Il 29 giugno 2011 è stato nominato canonico onorario del duomo di Treviri.

## Genealogia episcopale e successione apostolica
La genealogia episcopale è:
- Cardinale Scipione Rebiba
- Cardinale Giulio Antonio Santori
- Cardinale Girolamo Bernerio, O.P.
- Arcivescovo Galeazzo Sanvitale
- Cardinale Ludovico Ludovisi
- Cardinale Luigi Caetani
- Cardinale Ulderico Carpegna
- Cardinale Paluzzo Paluzzi Altieri degli Albertoni
- Papa Benedetto XIII
- Papa Benedetto XIV
- Papa Clemente XIII
- Cardinale Bernardino Giraud
- Cardinale Alessandro Mattei
- Cardinale Pietro Francesco Galleffi
- Cardinale Filippo de Angelis
- Cardinale Amilcare Malagola
- Cardinale Giovanni Tacci Porcelli
- Cardinale Fernando Cento
- Vescovo Léon Lommel
- Arcivescovo Jean Hengen
- Arcivescovo Fernand Franck

La successione apostolica è:
- Cardinale Jean-Claude Hollerich, S.I. (2011)